# Ayşe Sultan (dcera Ahmeda I.)
Ayşe Sultan 1606 – 1656/57 byla osmanská princezna. Byla dcerou sultána Ahmeda I. a Kösem Sultan, nevlastní sestra sultána Osmana II. a sestra Murada IV. a Ibrahima I. Ayşe je známá především mnoha politickými sňatky.

## Život

### Narození
Narodila se v Istanbulu a byla jednou z několika dcer, které Ahmed zplodil se svou nejoblíbenější konkubínou Kösem. Narodila se v roce 1606. Díky zmínce o sňatku s Nasuhem Pašou v roce 1612 ji historik Mustafa Naima nazýval jako nejmladší z princezen.

### Manželství
Osmanské princezny (sultánky) byly obyčejně provdány za osmanské státníky na přání svých matek nebo babiček a vždy byly nějakým způsobem politicky prospěšné. Na rozdíl od ostatních muslimských žen pro ně v manželství platila jiná pravidla; byly jedinými ženami svého manžela, sňatek mohli odmítnout, pokud se na něj ještě necítily připravené a mohly se nechat rozvést, když o to poprosily. Vzhledem k tomu, že byly většinou provdány už jako děti, často ovdověly a nebo byly rozvedeny. Kvůli politickým účelům bylo vhodné, aby se poté znovu provdaly. Ayşe a její sestra Fatma Sultan byly toho zářným příkladem - byly provdány šestkrát a sedmkrát a poslední zásnuby měly v padesáti a šedesáti jedna letech. 
Ze všech manželů, které Ayşe měla, byli dva popraveni, jeden zavražděn a dva padli ve válce. 
Ayşe byla poprvé provdána v roce 1612 za Nasuha Pašu, který byl v letech 1611-14 velkovezírem. Oslavy jejich zásnub a zásnub její sestry Gevherhan Sultan, trvaly několik měsíců v období let 1611-12. Byly sponzorovány jejich otcem, sultánem Ahmedem, a na veřejnosti probíhaly slavnosti, kde sultán oznámil konec válek, tak jak slíbil. V červenci následujícího roku byla malá princezna za velkého doprovodu dopravena do paláce svého manžela, kde byl přímo před ní popraven, čímž velmi utrpěla na zdraví. Tento palác nedaleko Üsküdaru jí poté nadále patřil. 
Když byla stále ještě dítětem, byla podruhé provdána za Karakaş Mehmeda Pašu, guvernéra v Budě. Nicméně brzy zemřel, když bojoval ve válkách Osmana II. v Polsku. Manželství trvalo méně než rok. 
V roce 1626 jí její matka Kösem navrhla manželství s Hafız Ahmedem Pašou, který byl velkovezírem. V březnu 1627 se tedy provdala za šedesátiletého muže. 
Pouhý měsíc po sesazení jejího bratra Murada z trůnu, byla Ayşe zasnoubena s Murtazem Pašou, guvernérem Diyarbekiru a jednoho z vezírů. Svatba se konala až po jeho příjezdu do Istanbulu v roce 1635. 
Tento starý muž byl podle benátských dokumentů silně nenáviděn. Zemřel, k jejímu štěstí, v Osmansko-Safíovské válce (1623-39). Byla poté v roce 1639 provdána za Ahmeda Pašu, guvernéra Aleppa a Damašku. V březnu 1645 byla provdána za kapitánského vezíra Voynuka Ahmeda Pašu.
V roce 1643, za vlády jejího bratra Ibrahima I., měla ona a její sestry Fatma Sultan a Hanzade Sultan nejvyšší možný plat jako princezny - 400 mincí denně. Cca v roce 1647 byly tři z jejích neteří vyhozeny z paláce, což byl další důvod, proč se o Ibrahimovi tvrdí, že byl blázen. Sebral jim veškeré majetky a šperky (které nejspíše věnoval svým oblíbenkyním) a nechal je, aby sloužily Hümaşah Sultan, konkubíně, se kterou se oženil. Musely se o ni starat jako jiní obyčejní služebníci, např. umývat ji, uklízet jí komnatu a jíst jen obyčejné jídlo. Jelikož Hümaşah věřil každý její výmysl, poslal je nakonec do starého paláce. 
Asi pět nebo šest let na to zemřel její manžel Voynuk Ahmed Paša v bitvě během války s Krétou (1645-69). Ayşe byla zasnoubena s rebelem Ibşir Mustafou Pašou. Po sňatku získal post velkovezíra.

## Smrt
Ayşe Sultan zemřela nejspíše v letech 1656-57. Byla pohřbena v hrobce svého otce Ahmeda I. 

## V populární kultuře
Postava Ayşe Sultan se vyskytuje v tureckém televizním seriálu Muhteşem Yüzyıl: Kösem, kde ji ztvárnila herečka Sude Zulal Güner. 